# Cyrtodactylus buchardi
Cyrtodactylus buchardi este o specie de șopârle din genul Cyrtodactylus, familia Gekkonidae, ordinul Squamata, descrisă de David, Teynié și Annemarie Ohler în anul 2004. Conform Catalogue of Life specia Cyrtodactylus buchardi nu are subspecii cunoscute.